# Finland op het Eurovisiesongfestival 2011
Finland nam deel aan het Eurovisiesongfestival 2011 in Düsseldorf, Duitsland. Het was de 45ste deelname van het land op het Eurovisiesongfestival. De selectie verliep via een online preselectie, gevolgd door het jaarlijkse Euroviisut, op 12 februari 2011. YLE was verantwoordelijk voor de Finse bijdrage voor de editie van 2011.

## Selectieprocedure
Op 6 juni 2010 opende de Finse openbare omroep de inschrijvingen. Geïnteresseerden hadden tot 31 augustus 2010 de tijd nummers op te sturen. Meteen werd bekendgemaakt dat de nationale finale, Euroviisut, zou worden gehouden in de Culturele Hoofdstad van Europa 2011: Turku. De finale zou worden gehouden in het Holiday Club Caribia op 12 februari. Op 10 september 2010 maakte YLE bekend 277 inzendingen te hebben ontvangen. Twaalf van hen mochten deelnemen aan de halve finales. Verder zouden ook nog drie liedjes zich via een internetselectie plaatsen voor de halve finales. Voor de online selectie werden nog eens vijftien nummers gekozen. Het publiek kon via sms stemmen op haar favoriete lied.
Net als bij de vorige editie van Euroviisut werd de winnares van de Finse tangowedstrijd Tangomarkkinat, Marko Maunuksela, een uitnodiging aangeboden om deel te nemen aan de nationale preselectie voor het Eurovisiesongfestival. Hij trad aan in de eerste halve finale. In elke van de drie halve finales namen vijf nummers het tegen elkaar op. De top drie van elke halve finale kwalificeerde voor de finale. Na afloop van de halve finales reikte de vakjury één wildcard uit, waardoor er tien deelnemers aantraden in de finale. Het geheel werd gepresenteerd door Jaana Pelkonen, copresentatrice van het Eurovisiesongfestival 2007 in Helsinki, en Tom Nylund. Uiteindelijk koos Finland voor Paradise Oskar met Da da dam.

## Euroviisut 2011

#### Internetselectie
| Artiest                        | Lied                    |
| ------------------------------ | ----------------------- |
| Christa Renwall                | Fool of yourself        |
| Tony Green                     | Miracle                 |
| Suvi                           | We are one              |
| Sara Sayed                     | Shallow waters          |
| Paul Oxley                     | The prisoner            |
| Pauliina Salonen               | Every day               |
| Emilie Untamala & Jole Nissilä | It is you               |
| Joel Främling                  | Man in squalor          |
| Anfisa                         | Give me power to resist |
| Chorale                        | Share your life         |
| Cardiant                       | Rapture in time         |
| Saara Aalto                    | Blessed with love       |
| Sonja Bishop                   | This is my life         |
| Father McKenzie                | Good enough             |
| Blackbird                      | Gooseberry              |

#### Eerste halve finale
14 januari 2011
| Volgorde | Artiest            | Lied                        |
| -------- | ------------------ | --------------------------- |
| 1        | Cardiant           | Rapture in time             |
| 2        | Marko Maunuksela   | Synkän maan tango           |
| 3        | Johanna Iivanainen | Luojani mun                 |
| 4        | Automatic Eye      | I'm not the one who's sorry |
| 5        | Jonna              | Puppets                     |

#### Tweede halve finale
21 januari 2011
| Volgorde | Artiest          | Lied                 |
| -------- | ---------------- | -------------------- |
| 1        | Paradise Oskar   | Da da dam            |
| 2        | Father McKenzie  | Good enough          |
| 3        | Milana Misic     | Sydämeni kaksi maata |
| 4        | Jimi Constantine | Party to party       |
| 5        | Soma Manuchar    | Strong               |

#### Derde halve finale
28 januari 2011
| Volgorde | Artiest          | Lied                |
| -------- | ---------------- | ------------------- |
| 1        | Stala & So.      | Pamela              |
| 2        | Sami Hintsanen   | Täältä maailmaan    |
| 3        | Saara Aalto      | Blessed with love   |
| 4        | Eveliina Määttä  | Dancing in the dark |
| 5        | Tommi Soidinmäki | Seis!               |

#### Finale
12 februari 2011
| Volgorde | Artiest            | Lied                 |
| -------- | ------------------ | -------------------- |
| 1        | Paradise Oskar     | Da da dam            |
| 2        | Father McKenzie    | Good enough          |
| 3        | Saara Aalto        | Blessed with love    |
| 4        | Stala & So.        | Pamela               |
| 5        | Eveliina Määttä    | Dancing in the dark  |
| 6        | Cardiant           | Rapture in time      |
| 7        | Sami Hintsanen     | Täältä maailmaan     |
| 8        | Marko Maunuksela   | Synkän maan tango    |
| 9        | Milana Misic       | Sydämeni kaksi maata |
| 10       | Johanna Iivanainen | Luojani mun          |

Superfinale
| Plaats | Artiest         | Lied                | Stemmen |
| ------ | --------------- | ------------------- | ------- |
| 1      | Paradise Oskar  | Da da dam           | 46,7%   |
| 2      | Saara Aalto     | Blessed with love   | 40,7%   |
| 3      | Eveliina Määttä | Dancing in the dark | 12,6%   |

## In Düsseldorf
In Düsseldorf trad Finland aan in de eerste halve finale, op 10 mei. Finland was als tiende van negentien landen aan de beurt, na Georgië en voor Malta. Bij het openen van de enveloppen bleek dat Paradise Oskar zich had geplaatst voor de finale. Na afloop van het festival bleek dat Finland op de derde plaats was geëindigd in de halve finale, met 103 punten. Finland was als eerste van 25 landen aan de beurt in de finale, gevolgd door Bosnië en Herzegovina. Paradise Oskar deed het niet zo goed als het resultaat in de halve finale deed vermoeden. Finland eindigde op de 21ste plaats, met 57 punten. Van Noorwegen kreeg Finland wel het maximum van twaalf punten.